# 奚秀蘭
奚秀蘭（英語：Stella Chee，1950年8月10日—），香港女歌手、演員及節目主持，有「小調歌后」之稱，前無綫電視和麗的電視女藝員。1984年，奚秀蘭成為首位參加中國中央電視台《春節聯歡晚會》的香港女歌手。其代表作包括《阿里山的姑娘》。

## 簡歷
奚秀蘭生於安徽滁州市全椒，父母皆為商人。她家有9名兄弟姊妹，自己排行第7；早年在全椒城西南方霸王橋側的樓房居住，12歲往後移居香港。。當她小學畢業後，她入讀聖馬可中學。1966年考入並畢業於麗的映聲第一屆電視音樂藝員訓練班，同期同學包括汪明荃等。然而，因身高太高的關係，奚秀蘭並未獲麗的映聲簽約成為旗下藝員，其中卜萬蒼甚至曾勸奚秀蘭先行讀書再謀後路。1967年，奚秀蘭參加《星島日報》香港業餘歌手歌唱比賽並奪得國語組冠軍，參賽歌曲《綠島小夜曲》，後加入無綫電視，並曾主持該台綜藝節目《歡樂今宵》，曾於1971年至1974年間當選《華僑晚報》十大明星選舉中的「十大電視明星」。其後轉投麗的電視，曾主持《秀蘭歌聲處處聞》。1979年，奚秀蘭離開麗的電視並退出電視圈。
1969年，奚秀蘭出品首張個人專輯《偷心的人》，曾獲1978年國際演唱會最佳歌唱獎。1980年第四屆香港金唱片頒獎典禮憑《鳳凰于飛》及《何日君再來》獲得香港本地白金唱片。1981年第五屆香港金唱片頒獎典禮憑《蘇州河邊》，《阿里山之歌》獲得香港本地白金唱片，和《莫負青春》獲得香港本地金唱片。1982年第六屆香港金唱片頒獎典禮憑《奚秀蘭小調第六輯》獲得香港本地金唱片。1983年第七屆香港金唱片頒獎典禮憑《奚秀蘭第八輯——中國電影歌曲集》獲得香港本地白金唱片獎，《奚秀蘭第九輯—中國民曲集》獲得香港本地金唱片獎。
奚秀蘭亦曾發表聖樂專輯，其中於1983年發行的《我知誰掌管明天》是其首張聖樂專輯。
1984年，奚秀蘭參加《1984年中國中央電視台春節聯歡晚會》，演唱了《花兒為什麼這樣紅》、《天女散花》、《阿里山的姑娘》三首歌曲，成為首位參加該節目的香港女歌手。1984年7月，於北京工人體育館義演三場奚秀蘭演唱會。1985年，再於《1985年中國中央電視台春節聯歡晚會》演唱《故鄉情》。

## 演出紀錄
- 1967年至1974年：《歡樂今宵》（無綫電視）
- 1975年：《秀蘭歌聲處處聞》（麗的電視）
- 1984年：《1984年中國中央電視台春節聯歡晚會》（中國中央電視台）：《花兒為什麼這樣紅》、《天女散花》、《阿里山的姑娘》
- 1984年：《奚秀蘭演唱會》（北京工人體育館）
- 1985年：《1985年中國中央電視台春節聯歡晚會》（中國中央電視台）：《故鄉情》
- 1987年：《超級模特兒大賽》（臺灣電視公司）：《夜上海》、《瘋狂世界》、《夜來香》
- 2000年12月26日至31日: 《奚秀蘭聲夜傾情演唱會》（香港文化中心）
- 2007年7月21日：《情動上海2007演唱會》（上海大舞台）
- 2012年：《亞視百人》（亞洲電視；嘉賓）
- 2016年：《星級會客室》（香港有線娛樂台；嘉賓）
- 2018年：《喜樂婆婆會客室》（嘉賓）
- 2018年：《流行經典50年》（無綫電視）：《三年》、《故鄉情》

## 音樂作品

### 個人專輯
| #  | 專輯名稱                                 | 專輯類型        | 發行公司 | 發行日期 | 曲目 |
| -- | ---------------------------------------- | --------------- | -------- | -------- | --- |
| 1  | 媽媽送我一個吉他                         | 大碟            | 麗風     | 1969年   | 曲目 1. 媽媽送我一個吉他 2. 血淚的花 3. 太平山情歌 4. 夢的祈禱 5. 相思河 6. 咕咕露妮 7. 陽春的香港 8. 戀愛多麼甜 9. 野薔薇 10. 我的情哥 11. 夢 12. 滿天星 |
| 2  | 偷心的人                                 | 大碟            | 麗風     | 1969年   | 曲目 1. 偷心的人 2. 難為了我 3. 我有誰來愛 4. 因為你 5. 送我一枝玫瑰花 6. 我真心愛你 7. 東山一把青 8. 好家庭 9. 情人的黃襯衫 10. 要不要愛 11. 會情郎 12. 愛就在你身邊                                                                                          |
| 3  | 九個郎                                   | 大碟            | 麗風     | 1970年   | 曲目 1. 九個郎 2. 誰來愛我 3. 愛情那裡尋 4. 媽媽要我嫁 5. 跑車上的他 6. 花兒像人人像花 7. 痴情恨 8. 淚的小雨 9. 孤獨的我 10. 恨你入骨 11. 無限相思無限愁 12. 愛在虛無飄渺間                                                                                    |
| 4  | 愛你, 想你, 恨你 / 愛花的人 / 忘也忘不了 | 大碟            | 麗風     | 1970年   | 曲目 1. 愛你想你恨你 2. 忘也忘不了 3. 小時候 4. 喜相逢 5. 去見我爹媽 6. 賣相思 7. 風雨季節 8. 何處是歸程 9. 戀愛的人兒多幸福 10. 愛花的人 11. 嘆十聲 12. 什麼事兒教你愁                                                                                        |
| 5  | 梨山癡情花                               | 大碟            | 麗風     | 1970年   | 曲目 1. 梨山癡情花 2. 阿里郎山坡 3. 淚與同情 4. 鄉下姑娘 5. 只要為你活一天 6. 只有我愛你 7. 親切的呼喚 8. 落葉季節 9. 我問白雲 10. 往事只能回味 11. 花花公子 12. 不凋謝的花                                                                                    |
| 6  | 奚秀蘭之歌                               | 大碟            | 麗風     | 1971年   | 曲目 1. 愛你一萬倍 2. 陪我去買菜 3. 小雨 4. 夢醒不了情 5. 雨中戀情 6. 何日回到夢中 7. 天涯海角要找你 8. 句句聲聲都是淚 9. 送君情淚 10. 臉蛋發紅心裏燒 11. 誰來同情我 12. 活著就是爲了你 13. 你是魔鬼 14. 懷春曲                                                |
| 7  | 南游纪念金唱片 / 不是春雨没有来          | 大碟            | 麗風     | 1973年   | 曲目 A 1. 不是春雨没有来 2. 月下送君 3. 阿夷娜 4. 傷心尋夢人 5. 送君情淚 6. 杯中還有酒 7. 霧中花 8. 天長地久水長流 9. 你可知道我愛誰 B 1. 寂寞的小花 2. 阿里郎山坡 3. 清切的呼喚 4. 揹新娘 5. 留住歡笑 6. 愛人是個多情人 7. 何日回到夢中 8. 拷紅 9. 梨山痴情花 |
| 8  | 會愛就會恨                               | 大碟            | 麗風     | 1974年   | 曲目 A 1. 會愛就會恨 2. 路邊的野花不要采 3. 藍色的姑娘 4. 後悔愛上你 5. 碎心花 6. 愛情多美好 B 1. 誰是心上人 2. 少年愛姑娘 3. 情人恰恰 4. 不是春雨沒有來 5. 留住歡笑 6. 我的愛人冷冰冰                                                                         |
| 9  | 秀蘭歌聲處處聞                           | 大碟            | 風行     | 1975年   | 曲目 A 1. 保鏢 2. 四季花開 3. 三個閨女 4. 楊乃武與小白菜 5. 門邊一樹碧桃花 6. 願嫁漢家郎 B 1. 愛的一望 2. 誰不愛好姑娘 3. 想你 4. 喜相逢 5. 你曾經愛過我 6. 王昭君                                                                                             |
| 10 | 小調歌集                                 | 大碟/卡式錄音帶 | 風行     | 1979年   | 曲目 A 1. 花傘舞 2. 鳳凰于飛 3. 秦淮河畔 4. 百鳥朝凰 5. 五哥放羊 6. 琵琶怨 B 1. 洪湖水浪打浪 2. 綠島小夜曲 3. 探情郎 4. 一朵小花 5. 四季歌 6. 待嫁女兒心 |
| 11 | 何日君再來                               | 卡式錄音帶      | 風行     | 1979年   | 曲目 1. 何日君再來 2. 五月的風 3. 月圓花好 4. 瘋狂世界 5. 天涯歌女 6. 珊瑚頌 7. 不許他回家 8. 郊道 9. 秋水伊人 10. 小小洞房 11. 漁家女 12. 香格里拉 |
| 12 | 小調歌集第三輯                           | 卡式錄音帶      | 風行     | 1980年   | 曲目 A 1. 蘇州河邊 2. 十七八的姑娘 3. 綉荷包 4. 可愛的早晨 5. 三年 6. 岷江夜曲 7. 同想曲 B 1. 蘭花花 2. 明月千里寄相思 3. 銀花飛 4. 星心相印 5. 交換 6. 恨不相逢未嫁時 7. 遠山含笑                                                                             |
| 13 | 綉鴛鴦·不了情                            | 卡式錄音帶      | 風行     | 1981年   | 曲目 A 1. 懷念 2. 九個郎 3. 不了情 4. 綉鴛鴦 5. 蘭閨寂寂 6. 山歌 7. 遙遠寄相思 B 1. 神州萬里遍春暉 2. 春來人不來 3. 戀之火 4. 媽媽！祝福我吧 5. 小時候 6. 四季相思                                                                                             |
| 14 | 奚秀蘭第九輯·中國名曲集                  | 卡式錄音帶      | 風行     | 1982年   | 曲目 A 我的祖國 誰不說俺家鄉好 草原之夜 蝴蝶泉邊 送別 九九艷陽天 B 1. 妹妹找哥淚花流 2. 珊瑚頌 3. 花傘舞 4. 洪湖水浪打浪 5. 蘭花花 6. 五哥放羊 7. 綉金匾 |
| 15 | 美麗的香港                               | 卡式錄音帶      | 風行     | 1983年   | 曲目 A 1. 美麗的香港 2. 漓江謠 3. 夏日的黃昏 4. 樓台會 5. 禮貌歌 6. 三年離別又相逢 B 1. 不要離開我 2. 儂本痴情 3. 海裳 4. 我要為你歌唱 5. 何必相逢 6. 第二春                                                                                                   |
| 16 | 北京安徽演唱特輯                         | 卡式錄音帶      | 風行     | 1984年   | 曲目 A 1. 阿里山之歌 2. 天女散花 3. 知道不知道 4. 誰不說俺家鄉仔 5. 草原之夜 6. 遠山含笑 B 1. 花兒為什麼這樣紅 2. 我的組國 3. 花傘舞 4. 回娘家 5. 郊道 6. 小時候                                                                                               |
| 17 | 奚秀蘭第十一輯·中國勁歌金曲集            | 卡式錄音帶      | 風行     | 1985年   | 曲目 A 1. 我的中國心 2. 船歌 3. 太湖美 4. 龍的傳人 5. 何必旁人來説媒 6. 湖光山影 7. 馬蘭山歌 B 1. 望郎歸 2. 世上哪有樹纏藤 3. 杏花溪之戀 4. 巴利島 5. 祝福 6. 酒幹倘賣無                                                                                       |
| 18 | 奚秀蘭歌壇18週年紀念作·大地回春          | 卡式錄音帶      | 風行     | 1985年   | 曲目 A 1. 大地回春 2. 迎春花 3. 世界真細小 4. 美麗的姑娘 5. 我有一段情 6. 一支秧歌一隻秧 7. 江南好 B 1. 故鄉情 2. 萬水千山總是情 3. 月光小夜曲 4. 風從哪裏來 5. 總有一天等到你 6. 今宵多珍重 7. 恭喜恭喜                                                       |

## 電影作品
- 1970年：《關不住的春光》[12]
- 1970年：《歡樂人生》 飾 歌星
- 1970年：《一代棍王》
- 1971年：《淘氣女歌手》
- 1972年：《蛇王與閻王》
- 1976年：《星座奇趣錄》
- 1988年：《龍虎智多星》（兼主唱電影主題曲）

## 個人生活
1979年與謝利源家族成員謝嘉亮（一說謝家亮）結婚，婚後協助丈夫打理家族生意，淡出演藝圈，但仍有灌錄唱片。

## 外部連結
- 奚秀蘭在香港影庫上的簡介